# ペルー共和国議会
共和国議会（ペルーきょうわこくぎかい、スペイン語: Congreso de la República）は、ペルーの立法府である。

## 概要
一院制で、国の唯一の立法機関である。定数130人。非拘束名簿式比例代表制。
比例代表制のために少数政党が乱立して、議会の混乱が続いている。 2018年にペドロ・パブロ・クチンスキ大統領が汚職疑惑などで辞任したことを受け、第1副大統領から大統領に昇格したマルティン・ビスカラは2019年9月には政治改革に後ろ向きだった国会を解散し、多くの国民の支持を得た。しかし、2020年にも比例代表制で議会に林立する少数政党の権力争いが激化し、国会改革で支持を受けて勝利した大統領が「汚職」理由に罷免際も「権力闘争のあや」と報道されている。実際に根拠となった汚職疑惑も訴追されていない。
2024年3月7日に一院制から両院制に移行する法案が賛成多数で可決された為、2026年の総選挙から両院制に移行する事が確実となった。

### 選挙資格と被選挙資格
- 選挙資格：18歳以上の国民。
- 被選挙資格：25歳以上の国民。

### 任期
5年。